# Hanns Eisler
Hanns Eisler (6. juli 1898 i Leipzig – 6. september 1962 i Østberlin) var en tysk-østrigsk komponist.

## Baggrund
Eislers jødiske far, Rudolf Eisler, var professor i filosofi. I 1901 flyttede familien til Wien. Eislers søster Ruth Fischer (Elfriede Eisler) var leder for det tyske kommunistparti (KPD) i 1920'erne, skrev en del bøger, og blev i 2010 afsløret som spion for CIA. Eislers bror Gerhart var journalist, og mistænkt for at være en vigtig Komintern-agent med dæknavnet Hans Berger. Hanns Eisler var frontsoldat i første verdenskrig og flere gange såret i kamp. Efter Østrigs nederlag studerede han under Arnold Schönberg 1919-23. Eisler var den første af Schönbergs elever, der anvendte tolvtoneteknikken i kompositioner, men ærgrede sin læremester ved at trække elementer ind fra jazz og cabaret.

## Karriere
I 1925 flyttede Eisler til Berlin og blev lærer ved marxisternes arbejderskole. Han støttede den revolutionære arbejderbevægelse tæt allieret med Bertolt Brecht, og måtte flygte fra Tyskland efter Hitlers magtovertagelse i 1933. Via Spanien og Danmark ankom han USA i 1938, hvor han skrev filmmusik i Hollywood. For filmene Hangmen Also Die! og None but the Lonely Heart blev hans musik Oscar-nomineret. Brecht arbejdede også med Hangmen Also Die!, da han skrev historien sammen med regissøren Fritz Lang. Eisler komponerede sangcyklusen The Hollywood Songbook til tekster af Brecht.
Men som kommunist blev han i 1947 anklaget af amerikanske myndigheder for anti-amerikansk virksomhed. FBIs mappe på ham er på 686 sider, en af de mest omfangsrige på Freedom of Information Acts netside. Selv om underordnede tidligt frarådede en videre efterforskning, forfulgte Hoover Eisler i seks samfulde år med noget nær lidenskab. Et af mappens sidste dokumenter er et notat dateret 15. december 1947, der informerer Hoover om, at Eisler og frue har besluttet at forlade USA frivilligt. Under dette maskinskrevne notat ses en håndskrevet besked med Hoovers håndskrift: "Det ville sørme gøre retsvæsenet til en farce at lade dem rejse frivilligt."
En af Eislers første opgaver i DDR var at komponere en nationalsang for den nye nation. Valget faldt på Auferstanden aus Ruinen fra 1949, men Eisler præsenterede også et alternativ, en melodi til Brechts Anmut sparet nicht noch Mühe. Ellers er han kendt for revolutionære arbejdersange og teatermusik til Brechts Galileo Galilei fra 1947 og Schweyk im zweiten Weltkrieg fra 1957. Han skrev også et rekviem for Lenin. Hele sit liv kæmpede han mod "dumheden i musikken" og hævdede, at "musikken er en luder, der har stillet sig til rådighed for alt, der er godt og dårlig i samfundet".